# メロディ (キンモクセイの曲)
『メロディ』は、キンモクセイの9作目のシングル。2004年8月25日発売。発売元はBMGファンハウス。

## トラック
1. メロディ [4:40]
（作詞・作曲:伊藤俊吾、編曲:佐橋佳幸・キンモクセイ）
2. 君とチンパンジー [3:16]
（作詞・作曲:伊藤俊吾、編曲:佐橋佳幸・キンモクセイ）
3. 二人のアカボシ（LIVE at 日比谷野外大音楽堂2004.4.25） [7:32]
（作詞・作曲:伊藤俊吾、編曲:キンモクセイ）
4. メロディ（オリジナル・カラオケ）

## 収録アルバム
- NICE BEAT (#1,2)
- ベスト・コンディション 〜kinmokusei single collection〜 (#1)